# Toll Brothers
Toll Brothers, Inc. ist ein börsennotiertes US-amerikanisches Bauunternehmen, welches in der Finanzierung, dem Bau und dem Verkauf von Gewerbe- und Wohnimmobilien tätig ist. Der Hauptsitz des Unternehmens befindet sich in Fort Washington, einem Vorort von Philadelphia im Bundesstaat Pennsylvania. Laut dem Geschäftsbericht des Unternehmens von 2024 gehörte Toll Brothers zu den fünf großen Wohnungsbaugesellschaften der USA nach Umsatz und ist besonders im Bau von Luxuswohnungen und Luxuswohnungen führend. Bei knapp 11.000 abgesetzten Einheiten lag der durchschnittliche Verkaufspreis der verkauften Wohnungen bei 976.900 US-Dollar. Toll Brothers gehört zu den Fortune 500 der umsatzstärksten amerikanischen Unternehmen und bezeichnet sich selbst als "America's Luxury Homebuilder". Das Unternehmen war 2024 in 24 der 50 US-Bundesstaaten aktiv und dort hauptsächlich in wirtschaftsstarken Großräumen tätig.
Neben Einfamilienhäusern, Carriage Houses/Reihenhäusern und Eigentumswohnungen bietet Toll Brothers auch Mietwohnungen (Apartment Living Division) und luxuriöse Studentenwohnungen (Campus Living Division) an. Darüber hinaus betreibt das Unternehmen verschiedene Nebengeschäfte, darunter Hypotheken, Versicherung, Hausautomation/Sicherheit und Landschaftsgestaltung. Toll Integrated Systems, ein Unternehmen der Toll Brothers Group, betreibt ein Fertigungs-, Montage- und Vertriebszentrum in Morrisville im Bucks County von Pennsylvania.
Toll Brothers wurde 1967 in Pennsylvania von Robert I. Toll und Bruce E. Toll gegründet. Robert I. Toll erwarb einen Abschluss in Jura an der University of Pennsylvania und einen B.A. an der Cornell University, während sein Bruder Bruce einen Abschluss in Rechnungswesen an der University of Miami erwarben. Ihr Vater war bereits im Bau von Häusern aktiv geworden. Gegen Ende der 1970er Jahre war das Unternehmen der Brüder zum dominanten Hausbauer in Pennsylvania aufgestiegen und erreichte einen Jahresumsatz von 50 Millionen US-Dollar. 1982 erfolgte die Expansion nach New Jersey und 1986 der Börsengang. Während der 1990er und 2000er Jahre expandierte das Unternehmen durch Geschäftsexpansion in neue Bundesstaaten und Übernahmen rasant und wurde zu einem der führenden nationalen Immobiliengesellschaften. Im Jahr 2010 trat Mitbegründer Robert Toll als CEO von Toll Brothers zurück, blieb jedoch bis 2018 der Chairman des Unternehmens.